# Johann Arnold Nering
Pour les articles homonymes, voir Nering.

Le Château de Charlottenburg.

Johann Arnold Nering (Nehring) (né le 13 janvier 1659 à Wesel, en duché de Clèves et mort le 21 octobre 1695  à Berlin, est un architecte brandebourgeois.

## Biographie
Johann Arnold Nering a probablement effectué sa formation d'ingénieur en Hollande. Il a séjourné en Italie de 1677 à 1679.
On lui doit notamment le Château de Charlottenburg et l'arsenal à Berlin.